# A la mala
A la mala es una película de comedia romántica mexicana de 2015 dirigida por Pedro Pablo Ibarra y protagonizada por Aislinn Derbez y Mauricio Ochmann. Fue escrita por Issa López y Ari Rosen. La película recibió críticas mixtas.

## Sinopsis
Mala es una mujer desencantada de los hombres y una gran actriz que por no encontrar trabajo se ha dedicado a exponer novios infieles con las manos en la masa. Un día, una importante productora la contrata para protagonizar una serie pero a cambio, le pide que enamore a su exnovio y le haga pagar todo el sufrimiento que le hizo padecer. Mala acepta sin saber que acabará enamorada de Santiago, un exitoso empresario, patán por fuera y músico-filantrópico por dentro.

## Elenco
- Aislinn Derbez como María Laura "Mala" Medina
- Mauricio Ochmann como Santiago
- Catherine Papile como Kika
- Luis Arrieta como Pablo
- Daniela Schmidt como Patricia
- Juan Diego Covarrubias como Álvaro
- José Ron como Jerónimo
- Iván Sánchez como Rafa
- Ignacio Casano como novio de Dani
- Mane de la Parra como barman
- Altaír Jarabo como Susana
- Patricio Borghetti como él mismo

## Recepción
Las reseñas de A la mala han sido mixtas. En el sitio web del agregador de reseñas Rotten Tomatoes, la película tiene un índice de aprobación del 43% basado en 7 reseñas, con una calificación promedio de 5.8/10 y el consenso de que es "una exploración de la moralidad magistralmente sutil y conmovedora".
The News Tribune dijo: "A la Mala comienza con promesas y termina lo suficientemente bien como para justificar la inversión en tiempo. Son todas esas cosas aburridas y formuladas a mitad de película las que le quitan la sal al vaso de tequila y lo dejan demasiado rancio para tragarlo".